# Pachyrhizus erosus
La patata messicana (Pachyrhizus erosus (L.) Urb., 1905) o jícama (in spagnolo) o xicama (in nahuatl) è una pianta rampicante messicana della famiglia delle Fabacee, conosciuta soprattutto per i suoi tuberi commestibili.

## Descrizione

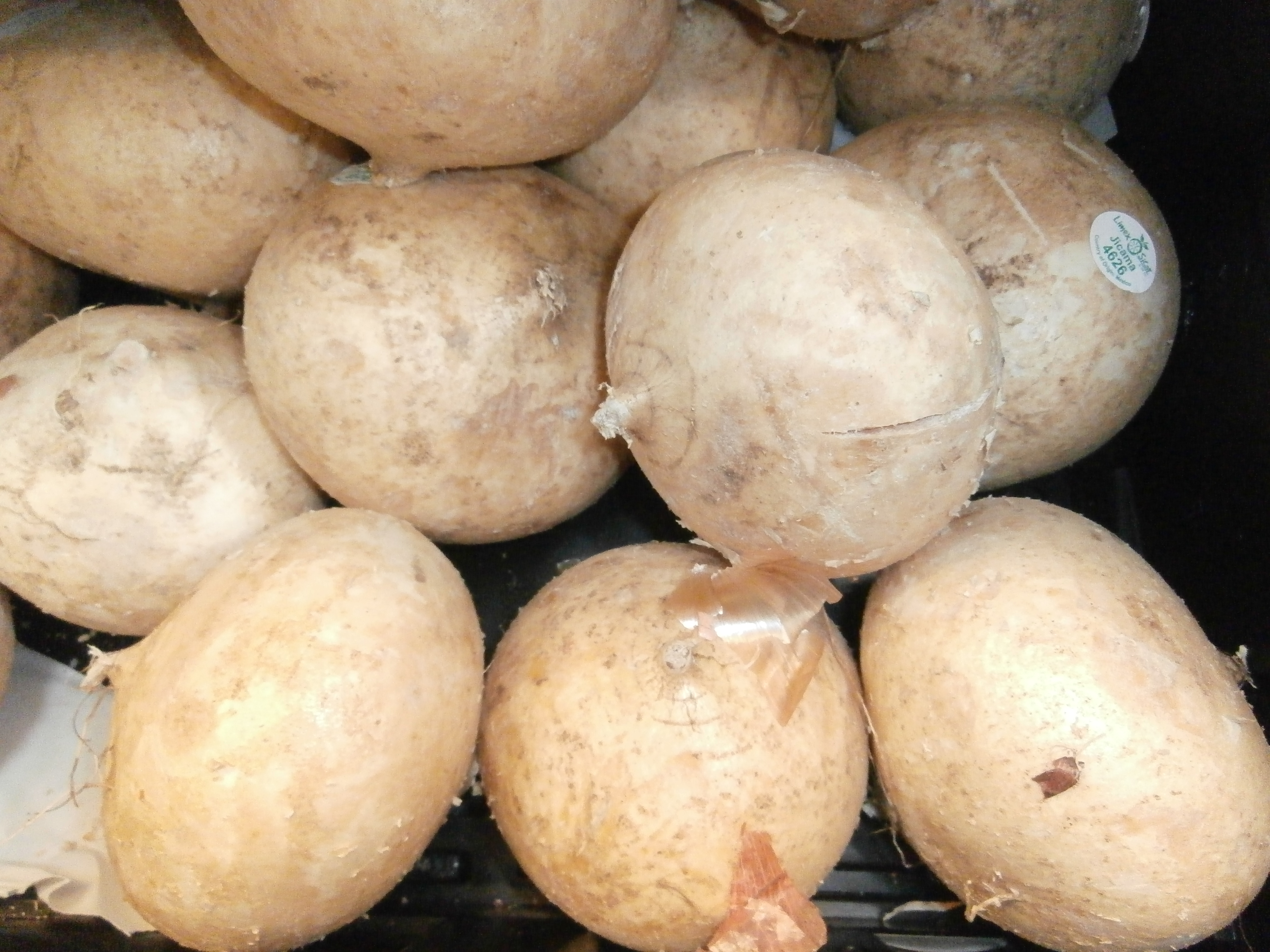
Tuberi di jicama

La pianta rampicante raggiunge altezze di 4-5 metri di altezza, se ha a disposizione adeguati supporti, le radici tuberose raggiungono lunghezze di due metri e pesano fino a 20 chili.
Le radici sono di colore giallastro ed hanno una epidermide robusta di consistenza cartacea, l'interno è invece di colore cremoso croccante, come la patata cruda.

## Distribuzione e habitat
La specie è nativa del Messico e dell'America centrale.
La pianta si è diffusa e sta divenendo popolare in Cina e Sud-est asiatico.
Nelle Filippine è detta singkamas. In Indonesia è conosciuta come bengkuang, ma la pianta è conosciuta solo in Giava e Sumatra. La città di Padang nella Sumatra occidentale è detta "la città del bengkuang".

## Usi
Il sapore è dolce, assomiglia a quello delle mele, di norma le radici sono mangiate crude, con sale, succo di limone o di limetta, insaporito spesso con peperoncino in polvere.
La radice può anche essere cotta in zuppe, può essere tagliata a pezzetti, usata come componente di macedonie o guarnita con salse, in alternativa alle patatine fritte.
In Indonesia è usata soprattutto fresca nella rujak (una specie di insalata di frutta).